# Rustavi
Rustavi (gruzínsky რუსთავი) je město v Gruzii, leží v provincii Kartli 25 km jihovýchodně od Tbilisi, na řece Kura. Má okolo 100 000 obyvatel.

## Historie
Město je relativně nové, založeno bylo roku 1948 jako město pro dělníky z nedalekého metalurgického závodu, zpracovávajícího ázerbájdžánské železo a mangan. Jeho název pochází ze jména historického města, které bylo na začátku 15. století vypleněno Mongoly. Výroba plastů, oceli a dalších výrobků z kovů však ustala po pádu Sovětského svazu, závody se nedokázaly přizpůsobit novým podmínkám tržního hospodářství. Dnes je zde 65% nezaměstnanost – fungují pouze 3 podniky a narostla s nezaměstnaností spojená kriminalita. Oproti roku 1990 zde žije o třetinu lidí méně.